# Borås brandkårsmuseum
Borås brandkårsmuseum är inrymt på brandstationen i centrala Borås. Museet invigdes 1940, samtidigt som den nybyggda brandstationen stod klar. Samlingarna och lokalerna har utökats och visar svenskt brandväsende under 400 år, med hästanspända fordon, utrustning, föremål och uniformer. Fokus ligger på brandskyddet i Borås, en stad som drabbats av fyra stora stadsbränder, vilka påverkat stadens historia. Museets äldsta föremål är ett vagnsunderrede från slutet av 1600-talet. Även ett antal mer moderna motorfordon finns att se, som Borås stads första brandbil, en fyrhjulsdriven Scania-Vabis från 1920.
Museet är öppet efter överenskommelse.